# Holgate (Ohio)

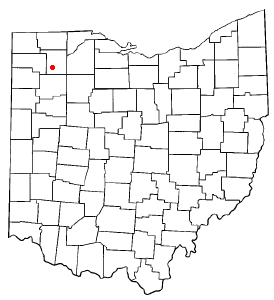
Holgate na planie stanu Ohio

Holgate – wieś w USA, w hrabstwie Henry, w stanie Ohio.
Liczba mieszkańców w 2012 roku wynosiła 1 103.